# HD 39118
HD 39118，又名BD+01 1148，SAO 113198、HR 2024，是一颗恒星，视星等为5.98，位于銀經204.02，銀緯-12.57，其B1900.0坐标为赤經5h 45m 18s，赤緯+1° -12.57′ 44″。